# Thoracochromis lucullae
Thoracochromis lucullae är en fiskart som först beskrevs av Boulenger, 1913.  Thoracochromis lucullae ingår i släktet Thoracochromis och familjen Cichlidae. IUCN kategoriserar arten globalt som livskraftig. Inga underarter finns listade i Catalogue of Life.